# Закон на По
Законът на По (на английски: Poe's Law) е шеговита мъдрост от интернет културата, съгласно която без ясна индикация за намерението на автора, е невъзможно да се пародират екстремистките възгледи, тъй като очебийно преувеличени, те могат да бъдат сбъркани от някои потребители за автентичен израз на възгледите, обект на пародията.
Оригиналното твърдение на По гласи:
| „ | Без намигващо смайли или друга категорична демонстрация на хумор, е напълно невъзможно да се пародира креационизма по начин хората да не сбъркат, че креационистът си именно ти. | “ |
| Without a winking smiley or other blatant display of humor, it is utterly impossible to parody a Creationist in such a way that someone won't mistake for the genuine article. | |   |

Законът е базиран на коментар, написан от Нейтън По през 2005 година в интернет форума за християнство christianforums.com. Коментарът е направен в дебат за креационизма, където предният коментиращ отбелязва за друг коментиращ: „Добре, че сложи намигащо човече. Иначе хората могат да си помислят, че говориш сериозно.“ На това По отговаря: „Без намигващо смайли или друга категорична демонстрация за хумор, е напълно невъзможно да се пародира креационизма по начин хората да не сбъркат, че креационистът си именно ти.“ Оригиналната формулировка на Закона на По конкретно се отнася към креационизма, но впоследствие е обобщен, като вече се отнася за всякакъв вид фундаментализъм или екстремизъм.
Оригиналната концепция гласи, че пародирането или осмиването онлайн на религиозни възгледи е неразличимо от непринуденото изразяване на религиозни възгледи. В частност, По просто преповтаря разпространения съвет за необходимостта от ясно обозначаване на онлайн сарказма или пародията (например с усмихващо се  или намигащо човече ) и че без такива недвусмислени сигнали сарказмът е неуловим за околните.
Още през 1983 година Джери Шварц в коментар в Usenet пише: „Избягвайте сарказма и шеговитите коментари.“ Без интонацията и езика на тялото, в персоналната комуникация сарказмът може да бъде лесно изтълкуван погрешно.
През 2017 година, онлайн изданието Wired публикува статия, озаглавена „Най-важният интернет феномен на 2017 година“, в която пише, че „Законът на По се отнася до все повече и повече взаимодействия в интернет.“ Статията изброява примери за случаи, включващи имиджборда 4chan и администрацията на Президента Тръмп, за съзнателно вкарване на потребителите в заблуждение дали нещо е казано сериозно или с пародийно намерение, при което Законът на По се използва като „скривалище“, за да се замаскират убеждения, които в противен случай биха били смятани за неприемливи. Някои хора третират Закона на По като част от съвременната кич култура. Съгласно друг възглед, законът води до нихилизъм - позиция, според която нищо няма значение, и всичко е на майтап.